# Богдан Руслан Дмитрович
Русла́н Дми́трович Бо́гдан (нар. 28 січня 1972, м. Київ) — український політик, народний депутат України, підприємець, експерт з питань енергетики. Член партії «Реформи і порядок».

## Освіта
Навчався у середній школі № 234 міста Києва.
З 1987 року — навчання у Київському Суворовському військовому училищі, спеціальність «військова підготовка».
У 1992–1997 роках навчався в Українському державному університеті фізичного виховання та спорту за спеціальністю «фізичне виховання».
У 1996–2000 роках студент Київського національного університету імені Тараса Григоровича Шевченка, спеціальність «економіка».
У 2008 закінчив Івано-Франківський національний технічний університет нафти і газу, спеціальність «геологія нафти і газу».

## Трудова діяльність
З 1994 по 2001 роки — ТОВ «Фарт», пройшов шлях від начальника відділу матеріально-технічного забезпечення до комерційного директора того ж підприємства.
З 2001 по 2007 роки — ТОВ «Енерготорг», перший заступник директора .

## Політична діяльність
З 2005 член партії «Реформи і порядок». Під час парламентських виборів 2006 року був під № 31 у списку Громадянського блоку «Пора—ПРП» . Блок не подолав 3 % бар'єр і не попав до Верховної Ради України.
Оскільки з грудня 2006 року партія «Реформи і порядок» увійшла до «Блоку Юлії Тимошенко», то на позачергових виборах до Верховної Ради у 2007 році Руслан Богдан іде за списками саме цього блоку, під № 146 .
З 23 листопада 2007 — народний депутат України 6-го скликання від «Блоку Юлії Тимошенко», № 146 в списку. 1 лютого 2011 був виключений з фракції через голосування за внесення змін до Конституції в частині проведення чергових виборів парламенту та президента. Повернувся 3 липня 2012 рішенням фракції. Член Комітету з питань паливно-енергетичного комплексу, ядерної політики та ядерної безпеки .

## Інциденти
В жовтні 2009 року був відкрито звинувачений у причетності до педофілії . 14 жовтня публічно заявив про власну непричетність. 5 квітня 2010 року в ЗМІ був оприлюднений звіт Тимчасової слідчої комісії Верховної Ради під головуванням Катерини Самойлик. Як виявилось у ході розслідування ГПУ, звинувачення проти депутатів Віктора Уколова, Сергія Терьохіна та Руслана Богдана підтверджені не були. Наприкінці 2011 року Генеральна прокуратура оголосила про закриття справи[джерело?]. Згодом нардеп звернувся до Міністра внутрішніх справ України Арсена Авакова з вимогою притягнути до відповідальності осіб, у тому числі службових осіб, які звинуватили народного депутат у тяжких злочинах. Подібні дії Р. Богдан оцінив як політично вмотивовані[джерело?].

## Сім'я
Дружина — Богдан Ірина Миколаївна.
Діти — донька Софія, син Тимур